# Barre (océanographie)
Pour les articles homonymes, voir Barre.
La barre désigne à la fois un banc de sable et le phénomène hydrographique associé de sa formation. Les barres présentes sur de nombreuses côtes, estuaires ou passes sont généralement dangereuses pour la navigation.

## Le banc d'alluvions
Une barre peut être un banc de sable ou de gravier (sandbanks, sandbars en anglais) constamment immergé de haut-fond ou alternativement émergé et immergé de l'estran, dénommé aussi poulier, résultant de l'accumulation d'alluvions. La position des barres varient dans l'espace et le temps. 
Elles sont présentes à l'embouchure de fleuves et lèvent la mer ce qui rend difficile l'entrée du cours d'eau, surtout lorsque le courant est descendant. Les embouchures de l'Audierne (Finistère), l'Étel (Morbihan), la Gironde, ou de Salcombe (côte Angleterre sud) sont réputées pour leur dangerosité. 
Les barres sont présentes également le long de côtes comme sur le littoral sableux de la côte aquitaine associées à des baïnes. 
Par extension, on appelle aussi « barre » le mouvement de la mer qui se produit parallèlement à la côte en raison de la remontée des fonds. 

## Le déferlement de rouleaux
Une barre est  aussi une ligne de brisants là où la profondeur plus faible ne permet plus le développement libre du mouvement ondulatoire de la houle normale, c'est-à-dire sur des hauts-fonds ou devant une côte, ou en limite de courant, notamment à l’embouchure d’une rivière peu profonde ou d’une passe. 
Elle se présente sous la forme d’un déferlement continuel de rouleaux qui rendent dangereuse l’approche du rivage. La barre est souvent accompagnée de courants très violents. 
En France, les barres d’Étel et d’Audierne en Bretagne sont célèbres pour les nombreux naufrages qu’elles ont occasionnés. 
Des dizaines de petites îles, dans l’océan Pacifique sont presque inaccessibles à cause de la barre qui les cerne sur les hauts-fonds coralliens. 
La barre peut s’étirer même sur des centaines de kilomètres de littoral, comme en Afrique de l'Ouest (Atlantique) où en Inde, sur la côte de Coromandel. 
Le franchissement de la barre nécessite souvent des embarcations adaptées. 

### Barre d'Afrique de l'Ouest
La barre en Afrique de l'Ouest au maximum de sa force pendant la saison humide, soit de mai à août, saison durant laquelle peut atteindre une hauteur de 4 à 5 mètres. 
La barre nécessite en Côte d'Ivoire jusqu’en 1951 un wharf et le transbordement des passagers sur le chaland qui fait la navette entre le paquebot et le wharf via un « panier », c'est-à-dire un une caisse suspendue par une corde à une poulie. 

## Galerie

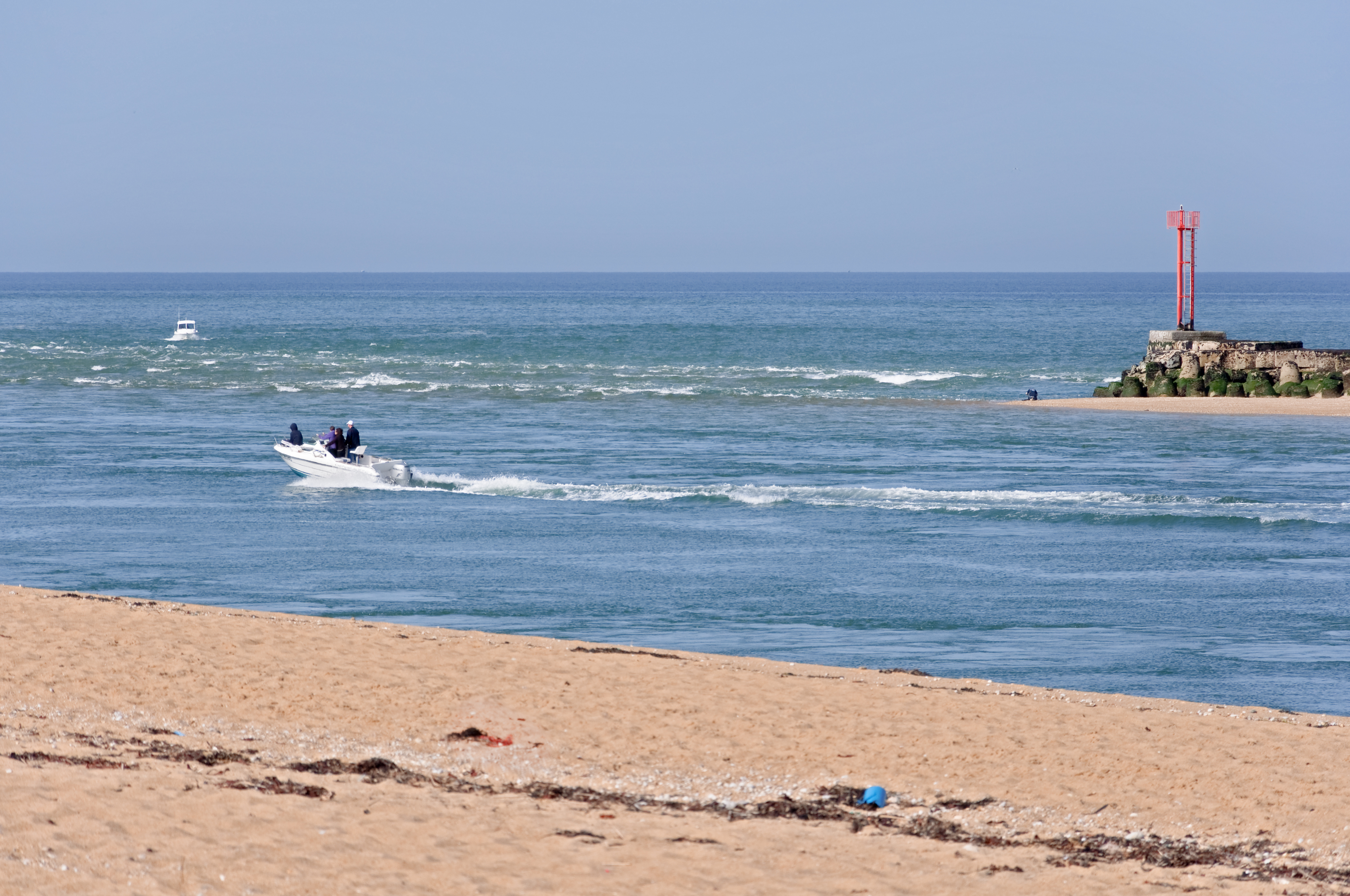
La barre d'Étel, dans le Morbihan (France), lieu de nombreux naufrages. Photographie de 2010.
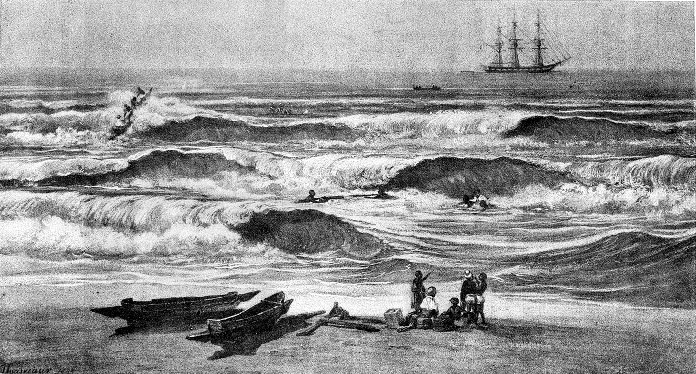
Pirogue franchissant la barre des brisants à Guet-N'Dar, sur la côte occidentale d'Afrique, vers 1890.
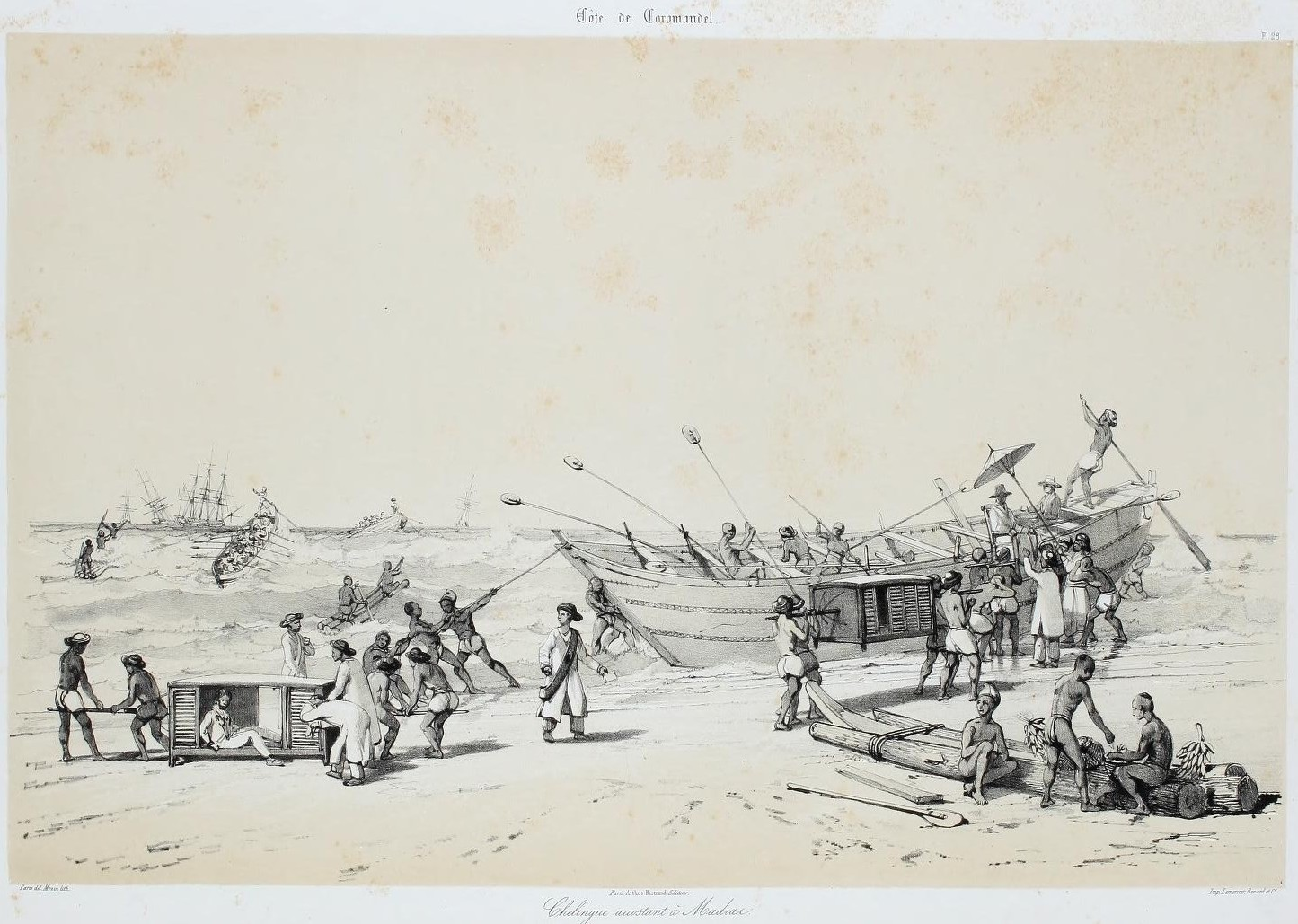
Des chelingues, barques à fond plat permettant de franchir la barre de la côte de Coromandel, vers 1840.
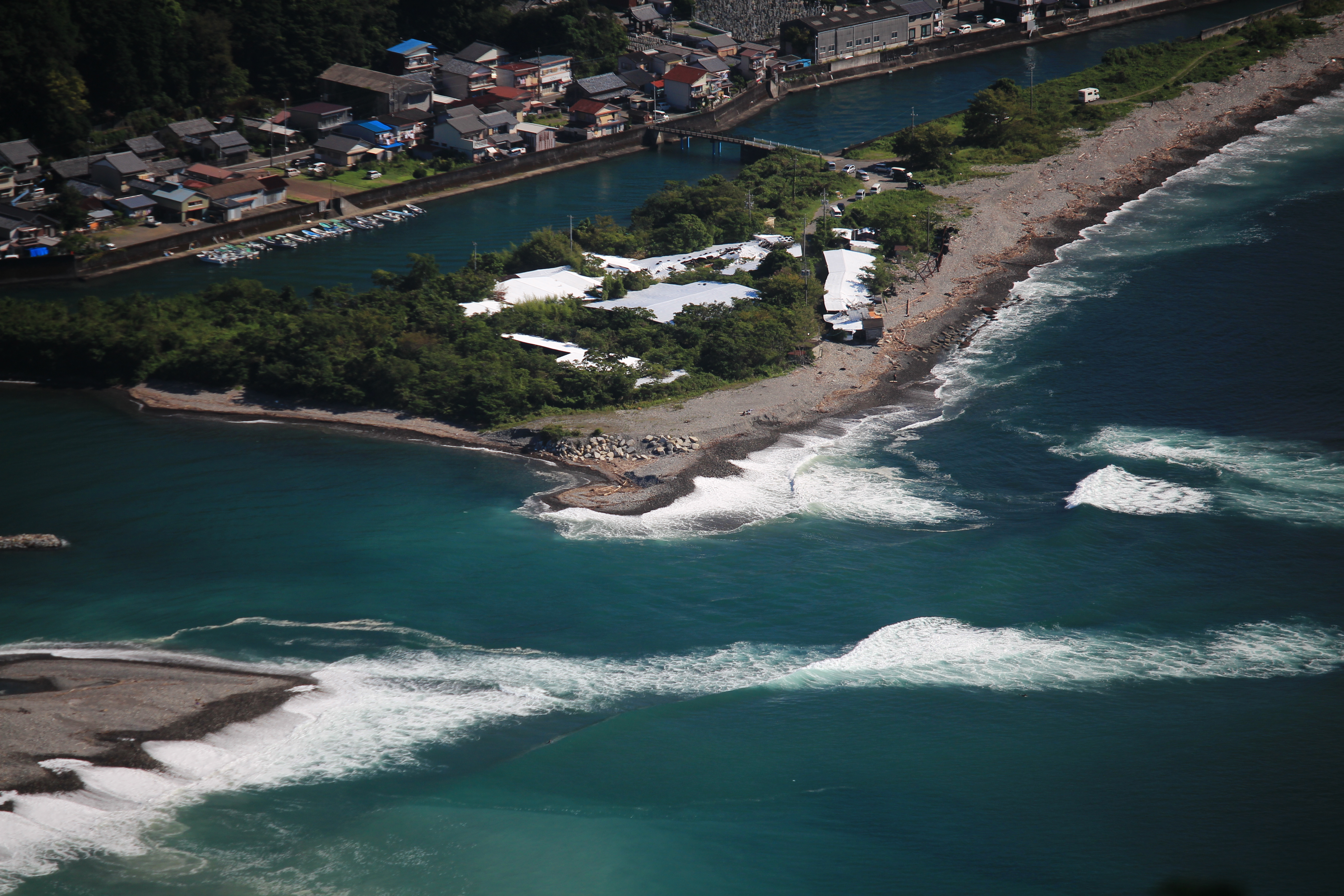
Vue aérienne de la barre de l'estuaire de la rivière Choshi, sur l'île d'Honshū, au Japon. Photographie de 2015.